# Creteus
Creteus là một chi bướm ngày thuộc họ Bướm nâu.